# Cobiana
Le cobiana est une langue rare d'Afrique de l'Ouest, parlée en Guinée-Bissau et au Sénégal.
Elle fait partie des langues en danger identifiées par l'UNESCO.

## Autres noms
Kobiana, Ubôi, Buy

## Population
Quelques centaines de personnes âgées la parleraient encore. Les chiffres varient selon les sources. L'UNESCO avance 600 locuteurs en tout pour 1998 et l'Université de Laval n'en compte que 400.
Ces locuteurs connaissent souvent le manjaque, mais la réciproque n'est pas vraie. Ils sont animistes.

## Description
C'est une langue sénégalo-guinéenne, donc rattachée à la branche nord des langues atlantiques, sous-catégorie des langues nigéro-congolaises, 
Les langues les plus proches sont le baïnouk et le kasanga.